# Tom Selleck
Thomas William "Tom" Selleck, född 29 januari 1945 i Detroit i Michigan, är en amerikansk skådespelare. Selleck är känd för rollen som privatdeckaren Thomas "Tom" Magnum i långköraren Magnum. Han har även medverkat i komediserien Vänner. Selleck var påtänkt till att spela Indiana Jones, men hans schema krockade och rollen gick till Harrison Ford istället.
År 2010 spelade Tom Selleck rollen som polischef Frank Reagan i Blue Bloods.

## Filmografi i urval

### Filmer
- 1970 – Myra Breckinridge
- 1971 – The Seven Minutes
- 1972 – Satans Dotter
- 1973 – Shadow of Fear
- 1973 – Terminal Island
- 1976 – Midway
- 1977 – The Washington Affair
- 1978 – Koma
- 1978 – The Gypsy Warriors
- 1983 – High road to China
- 1984 – Lassiter - gentlemannatjuv
- 1984 – Runaway
- 1987 – Tre män och en baby
- 1989 – Hennes alibi
- 1989 – Oskyldigt dömd
- 1990 – Quigley Down Under
- 1990 – Tre män och en liten tjej
- 1992 – En buffel i tehuset
- 1992 – Christopher Columbus - äventyraren
- 1992 – Min galna farsa
- 1995 – Open Season
- 1997 – Ute eller inte
- 1999 – The Love Letter
- 2007 – Familjen Robinson (Röst)
- 2010 – Killers

### TV-filmer
- 1970 – The Movie Murderer
- 1974 – A Case of Rape
- 1977 – Bunco
- 1978 – Superdome
- 1979 – The Chinese Typewriter
- 1979 – Sacketts - bröder och hämnare
- 1982 – Divorce Wars: A Love Story
- 1982 – The Shadow Riders
- 1995 – Broken Trust
- 1996 – Ruby Jean and Joe
- 1997 – Last Stand at Saber River
- 2000 – President till varje pris
- 2001 – Crossfire Trail
- 2003 – Touch 'Em All McCall
- 2003 – Monte Walsh
- 2003 – Twelve Mile Road
- 2004 – Reversible Errors
- 2004 – Ike: Countdown to D-Day
- 2005 – Stone Cold
- 2006 – Jesse Stone: Night Passage
- 2006 – Jesse Stone: Death in Paradise
- 2007 – Jesse Stone: Sea Change
- 2008 – Jesse Stone: Thin Ice
- 2010 – Jesse Stone: No Remorse
- 2011 – Jesse Stone: Innocents Lost
- 2012 – Jesse Stone: Benefit of the Doubt
- 2015 – Jesse Stone: Lost in Paradise
- 2016 – Jesse Stone: 10

### TV-serier
- 1969 – Lancer (Gäst 1 avsnitt)
- 1974–1975, 2005 – The Young and the Restless
- 1980–1988 – Magnum
- 1996–2000 – Vänner (Gäst 10 avsnitt)
- 1998 – The Closer (Gäst 10 avsnitt)
- 2004 – Ike: Countdown to D-day (spelade Dwight D. Eisenhower)
- 2006 – Boston Legal (Gäst 4 avsnitt)
- 2007–2008 – Las Vegas
- 2010 – Blue Bloods (TV-serie)

## Övrigt
- Tom Selleck var förstahandsvalet till rollen som Indiana Jones. Selleck var dock under kontrakt med Universal för Magnum och tackade därför nej. Passande nog sköts inspelningen av säsongen upp så länge att Selleck hade hunnit medverka, och dessutom var Spielberg och Lucas på Hawaii för att filma ett par scener till filmen. I ett avsnitt av Magnum parodierade därför Selleck figuren Indiana Jones.
- Efter att under stora delar av sin karriär haft mustasch rakade han av sig den inför Ute eller inte (1997).
- Magnum gjorde 1986 ett gästspel i Mord och inga visor när Jessica Fletcher gjorde ett besök på Hawaii.
- Han tackade nej till medverka i nya Magnum P.I.-filmen.